# Edmond, Oklahoma
Edmond är en stad (city) i Oklahoma County i delstaten Oklahoma i USA. Staden hade 94 428 invånare, på en yta av 227,24 km² (2020). Edmond, som gränsar till Oklahoma City, är delstatens femte största stad.